# Ivana Stanković
Ivana Stanković (in cirillico Ивана Станковић; Belgrado, 12 ottobre 1973) è una modella serba.
È la presentatrice e uno dei giudici di Srpski Top Model, la versione serba di America's Next Top Model (in onda sull'emittente Prva Srpska Televizija). È apparsa sulla copertina dell'edizione italiana di Vogue. È stata per cinque anni il volto di Armani. Inoltre, ha lavorato per gli occhiali da sole Police con Bruce Willis e, nel 2011, ha scritto la sua autobiografia intitolata Bez Daha ("Fino all'ultimo respiro"). Ha lavorato anche per Gucci, Armani, Donna Karan, Missoni e Calvin Klein. Infine in Italia, solo nell'ambito televisivo, è nota per essere stata una delle 5 "Top" (model) internazionali nel programma Italiani, condotto dal duo Paolo Bonolis e Luca Laurenti nel 2001 su Canale 5.